# ستناتهورن (تشيشير)
ستناتهورن (بالإنجليزية: Stanthorne)‏ هي قرية و أبرشية مدنية تقع في المملكة المتحدة في تشيشير.  يقدر عدد سكانها بـ 153 نسمة .